# Democratische Partij van Servië

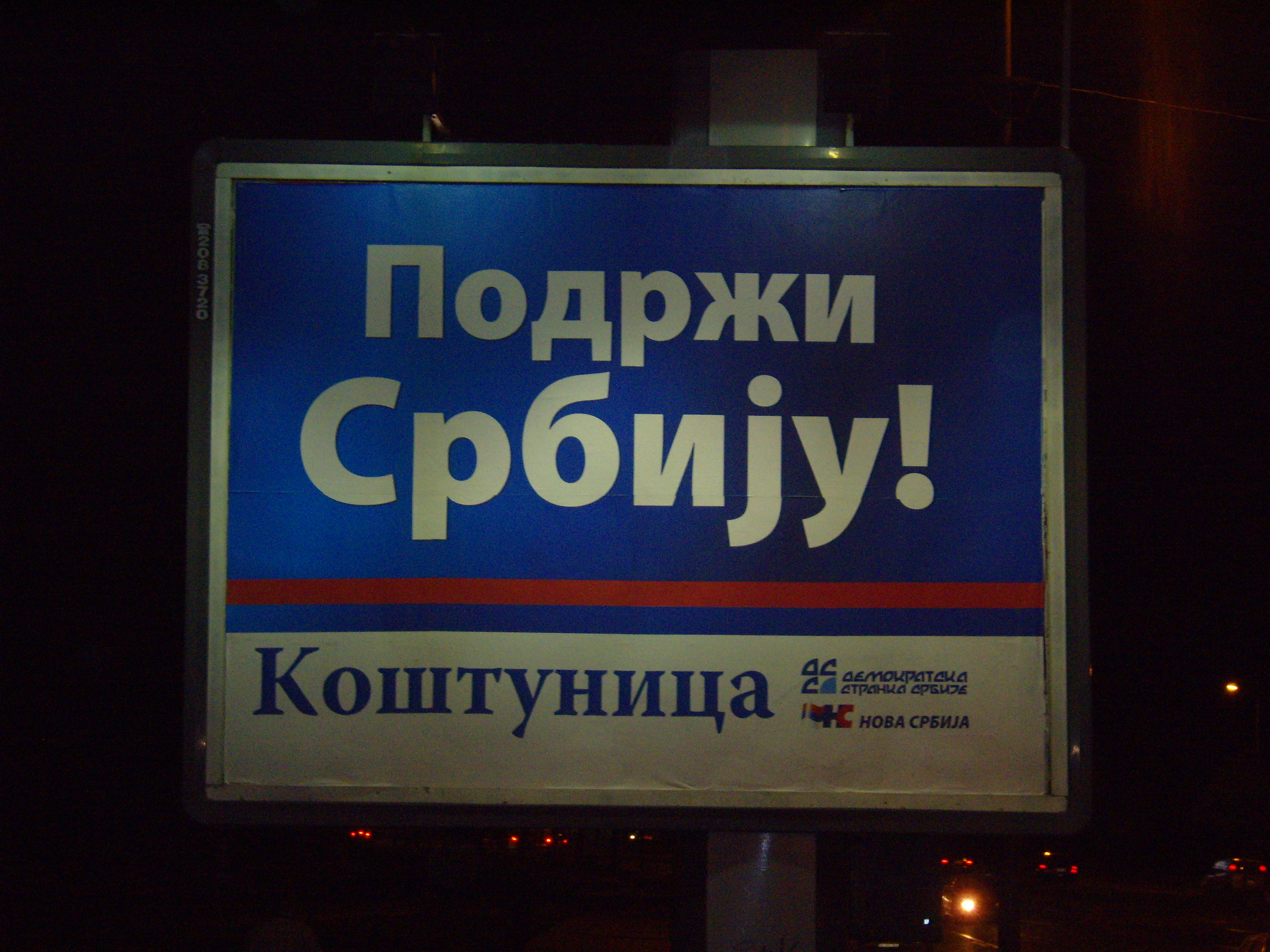
Poster van de Democratische Partij van Servië tijdens de verkiezingscampagne van 2008

De Democratische Partij van Servië (DSS) (Servisch: Демократска странка Србије,  Demokratska stranka Srbije) is de grootste conservatieve partij in Servië. De partij werd in 1992 mede opgericht door Vojislav Koštunica, die tot 2014 ook de leider was.
In 2000 was de partij de 'kampioen van de revolutie tegen president Milošević'.
Tijdens de parlementsverkiezingen in 2007 behaalde de Democratische Partij van Servië 33 van de 250 zetels, en vormde een coalitie met Nieuw Servië, de Servische Democratische Vernieuwings Beweging en Verenigd Servië. In de verkiezingen van een jaar later verloor het blok met Nieuw Servië zeventien zetels.
De partij zegt dat Servië wel lid kan worden van de Europese Unie, maar alleen als de EU erkent dat Kosovo bij Servië hoort.